# A Vampyre Story
Pour les articles homonymes, voir Vampyre.
A Vampyre Story est un jeu d'aventure de type point & click développé par Autumn Moon Entertainment et édité par Focus Home Interactive. Il est sorti en 2008 sur PC. L'orthographe du titre, avec "y" plutôt qu'un "i", est un clin d'œil à la nouvelle The Vampyre de John Polidori dont le jeu s'est majoritairement inspiré.
Une suite est d'ores et déjà annoncée et devrait s'intituler A Vampyre Story 2: A Bat's Tale.

## Bande originale du jeu
La bande originale du jeu est signée par Pedro Camacho.

## Accueil

### Critiques
- Adventure Gamers : 3,5/5[2]
- Jeuxvideo.com : 13/20[3]

### Récompenses
En février 2009, A Vampyre Story a reçu le prix des meilleurs graphismes décerné par le site Adventure Gamers parmi un ensemble de jeux d'aventure sortis au cours de l'année 2008.